# Rhinocola aceris
Rhinocola aceris är en insektsart som först beskrevs av Linnt 1758.  Rhinocola aceris ingår i släktet Rhinocola och familjen rundbladloppor. Arten är reproducerande i Sverige. Inga underarter finns listade i Catalogue of Life.